# Rosemarie Schuder

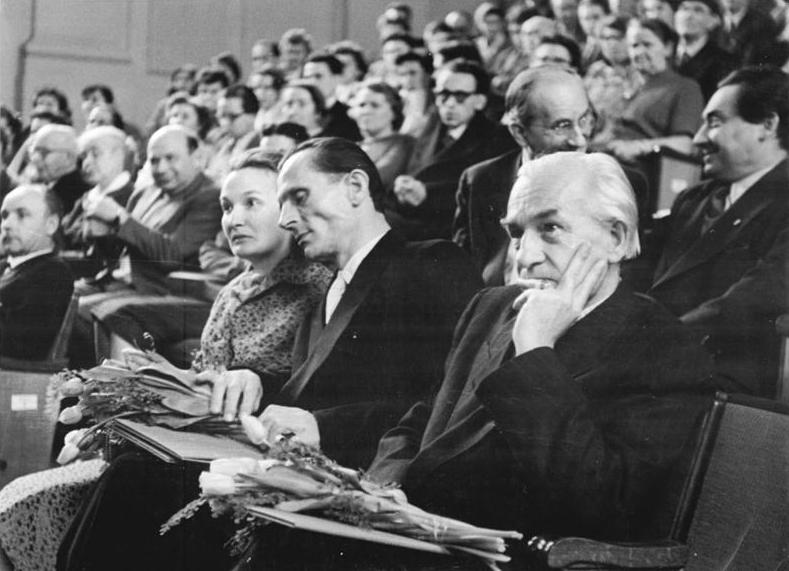
Rosemarie Schuder 3. von rechts, Heinrich-Mann-Preis 1958

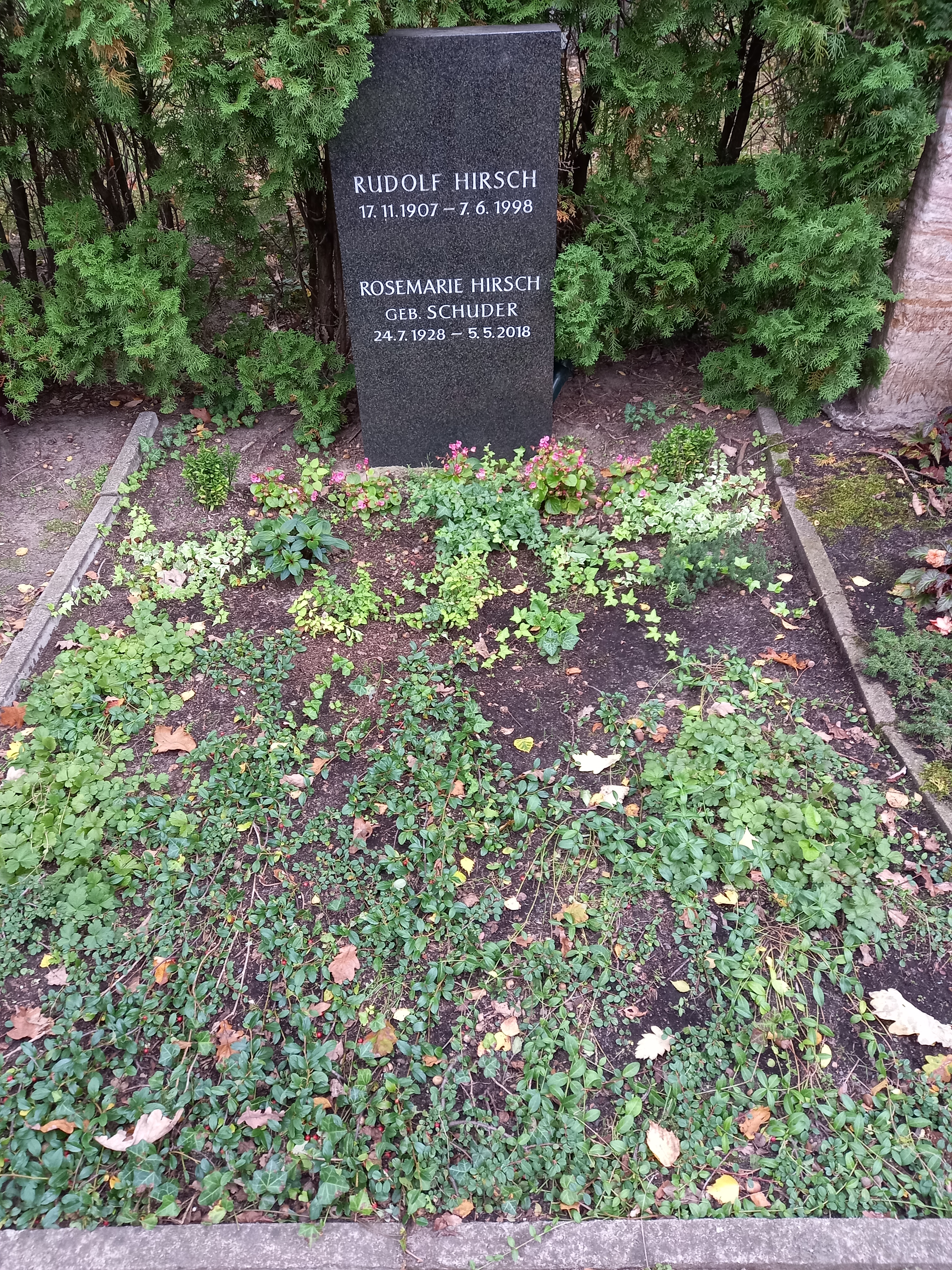
Das Grab von Rosemarie Schuder und ihrem Ehemann Rudolf Hirsch auf dem Zentralfriedhof Friedrichsfelde in Berlin

Rosemarie Schuder (verheiratete Rosemarie Hirsch; * 24. Juli 1928 in Jena; † 5. Mai 2018 in Berlin) war eine deutsche Schriftstellerin und Mitglied des Hauptvorstandes der Ost-CDU.

## Leben
Rosemarie Schuder stammte aus einer bürgerlichen Familie; ihr Vater war der Dramatiker und Erzähler Kurt Schuder (1884–1969). Sie besuchte eine Mädchenschule und machte 1947 das Abitur. Anschließend arbeitete sie als freie Journalistin für die ostdeutschen Zeitungen Tägliche Rundschau und Neue Zeit. 1952 hielt sie sich studienhalber im Jenaer Glaswerk auf. 1957 und 1959 unternahm sie Studienreisen nach Italien. Seit 1958 war sie mit dem Schriftsteller Rudolf Hirsch (1907–1998) verheiratet und veröffentlichte mit ihm Schriften über die Judenverfolgung.
Rosemarie Schuder ist die Verfasserin zahlreicher historischer Romane, in denen sie vor allem Themen aus der deutschen Geschichte wie den Münsteraner Wiedertäuferaufstand von 1534 oder das Schicksal bedeutender Persönlichkeiten wie Paracelsus, Johannes Kepler, Hieronymus Bosch und Michelangelo behandelte.
Auf dem VII. Schriftstellerkongress der DDR 1973 bekräftigte Schuder die agitatorische Aufgabe der Schriftsteller im Kampf gegen den Klassenfeind. Sie gehörte seit 1978 dem P.E.N.-Zentrum der DDR an, später wurde sie Mitglied des P.E.N.-Zentrums Deutschland und der Deutschen Schillergesellschaft. Ihre seit 1951 bestehende Mitgliedschaft in der Ost-CDU beendete sie nach der friedlichen Revolution in der DDR im März 1990 durch Austritt aus der Partei.
Sie lebte bis zuletzt als freie Schriftstellerin in Berlin.

## Auszeichnungen
- 1958: Heinrich-Mann-Preis
- 1964: Vaterländischer Verdienstorden in Bronze
- 1969: Nationalpreis der DDR für Kunst und Literatur, III. Klasse
- 1976: Lion-Feuchtwanger-Preis
- 1978: Nationalpreis der DDR für Kunst und Literatur, II. Klasse
- 1978: Vaterländischer Verdienstorden in Bronze
- 1985: Vaterländischer Verdienstorden in Silber
- 1988: Nationalpreis der DDR für Kunst und Literatur, II. Klasse
- 1988: Goethepreis der Stadt Berlin
- 2014: Eintrag in das Goldene Buch der Stadt Guben

## Werke
- Glas. Leipzig 1952.
- Die Strumpfwirker. Berlin 1953.
- (Hrsg.) Otto Nuschke. Mensch, Politiker, Journalist. Festbuch (= Bibliothek der Christlich-Demokratischen Union Deutschlands. Band 1). Union Verlag, Berlin 1953, DNB 453616690, OCLC 258757678 (zum 70. Geburtstag Otto Nuschkes).
- Ich hab’s gewagt. Berlin 1954.
- Der Ketzer von Naumburg. Berlin 1955. Rostock 2005, ISBN 3-89954-133-2.
- Meine Sichel ist scharf. Berlin 1955.
- Paracelsus. Berlin 1955.
- Der Sohn der Hexe. Berlin 1957.
- In der Mühle des Teufels. Berlin 1959.
- Der Tag von Rocca di Campo. Berlin 1959.
- Die Störche von Langenbach. Berlin 1961.
- Der Gefesselte. Das Leben Michelangelos 1500–1527. Berlin 1962.
- Die zerschlagene Madonna. Das Leben Michelangelos 1527–1564. Berlin 1964.
- Tartuffe 63 oder Die Ehe der Michaela Schlieker. Berlin 1965.
- Die Erleuchteten oder Das Bild des armen Lazarus zu Münster in Westfalen, von wenig Furchtsamen auch der Terror der Liebe genannt. Berlin 1968.
- Paracelsus und der Garten der Lüste. Berlin 1972.
- Hieronymus Bosch. Berlin 1975.
- Agrippa und das Schiff der Zufriedenen. Berlin 1977.
- Serveto vor Pilatus. Berlin 1982.
- mit Rudolf Hirsch: Der Gelbe Fleck. Wurzeln und Wirkungen des Judenhasses in der Deutschen Geschichte. Essays. Rütten & Loening (Abt. DDR-Lit.), Berlin 1987. Sonderausgabe: Fourier, Wiesbaden 1999, ISBN 3-932412-86-9.
- Die Bilder der Königin. Berlin 1990, ISBN 978-3-3520-0369-1.
- Welt und Traum des Hieronymus Bosch. Berlin 1991.
- Botticelli. Berlin 1996.
- Hochverrat oder Seltsame Wege zu Ferdinand Freiligrath. Zürich 2001
- Deutsches Stiefmutterland, Wege zu Berthold Auerbach. Hentrich & Hentrich, Teetz 2003, ISBN 978-3-933471-40-6.
- Der „Fremdling aus dem Osten“. Eduard Lasker – Jude, Liberaler, Gegenspieler Bismarcks. Verlag für Berlin-Brandenburg, Berlin 2008, ISBN 978-3-86650-780-7.
- mit Rudolf Hirsch: „Judenkönig“ – Das Leben des Kurt Julius Goldstein. Berlin 1996. Überarbeitete und erweiterte Neuauflage, mit einem Geleitwort von Hans Coppi: Verlag für Berlin-Brandenburg, Berlin 2009, ISBN 978-3-86650-781-4.
- mit Andreas Peter: Goethes schöne Krone – Corona Schröter und ihr Denkmal in Guben. Niederlausitzer Verlag, Guben 2011, ISBN 978-3-935881-78-4.
- Ludwig Bamberger. Volksvertreter im Schatten Bismarcks. Niederlausitzer Verlag, Guben 2013. ISBN 978-3-943331-10-3.
- „Ich kenne den Teufel!“ Martin Luther und sein Doktorvater Andreas Bodenstein aus Karlstadt. Niederlausitzer Verlag, Guben 2016, ISBN 978-3-943331-37-0.